# Michał Zadara
Michał Zadara (ur. 19 października 1976 w Warszawie) – polski reżyser teatralny. Laureat Paszportu „Polityki” w kategorii Teatr. Jest również artystą sztuk wizualnych, reżyserem filmowym i operowym, nauczycielem akademickim, współautorem i autorem dramatów publicystą i aktywistą.
Znany z nowatorskiego podejścia do teatru, odważnych interpretacji klasyków oraz głębokiego zaangażowania artystycznego. Jako pierwszy w historii zrealizował pełną, ponad 14-godzinną inscenizację Dziadów Adama Mickiewicza bez skrótów (Teatr Polski we Wrocławiu, później pokaz w Pekinie). Ma na koncie ponad 60 spektakli. Pracował dla Teatru Narodowego i Opery Narodowej w Warszawie, Opery Wrocławskiej, Komische Oper w Berlinie, Schauspielhaus w Wiedniu, Maxim Gorki Theater w Berlinie, HaBima w Tel Awiwie, Collective: Unconscious w Nowym Jorku, Narodowego Starego Teatru w Krakowie. Jego Zemsta Aleksandra Fredry z Teatru Komedia – grana klasycznym wierszem, w stylistyce amerykańskiego kina gangsterskiego miała swoją premierę w Teatrze Telewizji (2025).  Wieloletni wykładowca na uczelniach oraz doktor w dziedzinie sztuk teatralnych. Stale związany z: Swarthmore College (USA), Akademii Sztuk Teatralnych w Krakowie, Akademii Teatralnej w Warszawie oraz na Uniwersytecie Warszawskim. Autor tekstów dla portali: Krytyka Polityczna czy e-teatr.
Zadara tworzy w obszarze sztuk wizualnych i filmu. W projekcie 400 m² nadziei stworzył spektakl, w którym główną rolę grały istoty więcej-niż-ludzkie: rośliny, zwierzęta, przyroda – zgodnie z duchem działań Isabelli Tree na rzecz odbudowy dzikich ekosystemów. W Nieznanej warszawiance – mozaice z 33 tysięcy kamieni – oddał hołd cywilnym ofiarom powstania warszawskiego, łącząc sztukę wizualną z poezją. Jako reżyser filmowy stworzył serię Filmy z epoki smogu, na którą składają się m.in. A ja lubię smog, Korek, Jedno ujęcie, Koniec świata, Sausages (Kiełbaski), The Chairman (Dyrektor) oraz Cold Welded (Spawane na zimno). To krótkie, eksperymentalne formy, które dotykają tematów miejskiej egzystencji, środowiska, katastrofy klimatycznej, wyczulone na społeczną obojętność.
Jest prezesem Fundacji CENTRALNEJ, w ramach której powołał Instytut Prawa Performatywnego – hybrydę sceny teatralnej i kancelarii prawnej. „Performujemy prawo, czyli wykonujemy prawo” – mówił o tej działalności łączącej aktywizm, dziennikarstwo i wiedzę prawniczą Zadara. IPP zrzesza artystów, prawników i naukowców, by poprzez działania artystyczne diagnozować i zmieniać zastaną rzeczywistość społeczną. W spektaklu Smutna Rzeka twórcy pozwali Państwo Polskie o milion złotych nagrody za wskazanie winnych zatrucia Odry. Wygrali ten proces, otrzymując 1 000 000 zł na działalność Fundacji. Projekt Sytuacja graniczna poświęcony był kryzysowi humanitarnemu na granicy białoruskiej. W spektaklu Sprawiedliwość reżyser wraz z historykami i twórcami badał możliwość przypisania odpowiedzialności karnej lub cywilnej osobom współodpowiedzialnym za doprowadzenie do wypędzenia Żydów z Polski w latach 1968-1971.  Odpowiedzialność zajmowała się historią kryzysu uchodźczego na białoruskiej granicy, a Cisza – zbrodniami wojennymi. IPP wykorzystuje formułę teatru, czy ogólniej: sztuki performans, aby badać, komentować i interweniować prawnie, naruszając tym samym status quo i rozliczając struktury władzy.
Równolegle z pracą reżyserską Zadara rozwija działalność muzyczną. Jako gitarzysta grał w zespole All Stars Dansing Band i koncertował z czołowymi przedstawicielami polskiej sceny jazzowej – m.in. Jackiem „Budyniem” Szymkiewiczem, Dominikiem Strychalskim, Wacławem Zimplem, Leszkiem Lorentem, Marcinem Olesiem i Agą Zaryan.

## Życiorys
Zadara urodził się 19 października 1976 roku w Warszawie. Dzieciństwo spędził za granicą – w Austrii (Wiedniu) i Niemczech Zachodnich (Frankfurcie). Po ukończeniu edukacji szkolnej w 1994 roku rozpoczął studia w zakresie nauk politycznych w Swarthmore College, niedaleko Filadelfii (Stany Zjednoczone). Po dwóch latach wziął urlop w Swarthmore i studiował przez semestr reżyserię w Akademii Teatralnej w Warszawie, a potem oceanografię w Sea Education Association w Massachusetts. Po powrocie do Swarthmore zmienił kierunek studiów i ostatecznie skończył studia w zakresie teatru oraz nauk politycznych.
Po studiach przeniósł się do Nowego Jorku, gdzie pracował jako asystent public relations, stolarz scenograficzny oraz informatyk. Tam też zrealizował jeden spektakl w teatrze off-off-Broadway Collective Unconscious. W 2000 roku wrócił do Polski.
Po nieudanym egzaminie na reżyserię w krakowskiej PWST był asystentem i współpracownikiem Małgorzaty Szczęśniak w Teatrze Rozmaitości. W 2001 roku rozpoczął studia na Wydziale Reżyserii Dramatu PWST w Krakowie. Na początku lat był asystentem Kazimierza Kutza (w Narodowym Teatrze Starym im. Heleny Modrzejewskiej w Krakowie), Jana Peszka (Krakowski Teatr Scena STU) czy Armina Petrasa (ponownie Narodowy Teatr Stary im. Heleny Modrzejewskiej w Krakowie). W 2003 roku w krakowskiej PWST wyreżyserował "HamletMaszynę" Heinera Müllera. Zadebiutował w 2005 roku spektaklem Ksiądz Marek Juliusza Słowackiego, który pierwotnie przygotował jako student, a później został on włączony do repertuaru Starego Teatru w Krakowie. W roku 2006 zrealizował cztery duże premiery: Wesele Stanisława Wyspiańskiego w Teatrze Stu w Krakowie, Fedrę Jeana Racine’a w Starym Teatrze w Krakowie, autorski spektakl Na gorąco w Teatrze Współczesnym w Szczecinie oraz Kartotekę Tadeusza Różewicza we Wrocławiu. Od początku kariery charakteryzował się śmiałością w reinterpretowaniu klasyki i odwagą w mierzeniu się z tematami narodowymi, społecznymi i historycznymi.
Równolegle Zadara zaczyna intensywne prace nad spektaklami na wybrzeżu. Głośnym wydarzeniem było wystawienie Wałęsa. Historia wesoła, a ogromnie przez to smutna (2005) – spektaklu opartego na dokumentach IPN i biografii Lecha Wałęsy, zrealizowanego z Pawłem Demirskim. Wspólnie tworzyli też From Poland with Love. Przedstawienia demitologizowały narodowe symbole i mierzyły się z pamięcią zbiorową.
We Wrocławiu reżyser zwrócił się w stronę sztuki w działaniu. Podjął się nietypowego wystawienia Kartoteki Tadeusza Różewicza realizując ją na fikcyjnej stacji metra w formie happeningu. W 2007 roku na scenie wrocławskiej miejsce miały aż dwie premiery w reżyserii Zadary – Księgę Rodzaju 2 Iwana Wyrypajewa (Teatr Współczesny) i Operetkę Witolda Gombrowicza z muzyką Leszka Możdżera (Teatr Muzyczny Capitol). W tym samym roku otrzymał Paszport Polityki w kategorii „Teatr”.
W kolejnych latach reżyser równolegle pracuje na największych scenach w Krakowie, Wrocławiu, Szczecinie, Gdańsku mierząc się z tekstami klasycznymi. W 2010 roku Zadara wraz z Barbarą Wysocką zrealizowali "Anty-Edypa" będącego projektem Teatru Polskiego w Warszawie i Muzeum Sztuki Nowoczesnej w Warszawie. Aktorka będąca w ósmym miesiącu ciąży poddała się jednoczesnemu badaniu USG serca oraz USG płodu, przeprowadzonemu przez dwóch lekarzy. Rytmy bicia serca matki i dziecka, nakładały się na siebie i posłużyły jako podstawa do stworzenia kompozycji muzycznej wykonywanej na żywo przez instrumentalistów.
W tym samym czasie pracuje w Operze Wrocławskiej wystawiając tam "La Liberta Chiama La Liberta". Wystawił trzecią część operowej trylogii "The Minds of Helena Troubleyn" Eugeniusza Knapika do libretta Jana Fabre. Odpowiada za reżyserię m.in. Orestei Iannisa Xenakisa (Teatr Wielki – Opera Narodowa, 2010), Dla głosów i rąk Jagody Szmytki (Opera Narodowa, 2013) oraz Cudu albo Krakowiaków i Górali Stefaniego (Teatr Muzyczny w Gdyni, 2018) i Zemsty nietoperza Straussa (Teatr Narodowy, 2019).
Najbardziej spektakularną realizacją Zadary były Dziady bez skrótów w Teatrze Polskim we Wrocławiu.
Na stołecznej scenie zmierzył się z innym polskim wieszczem – Juliuszem Słowackim. Wystawił Fantazego i Lillę Wenedę (Teatr Powszechny) oraz Sen srebrny Salomei (STUDIO teatrgaleria), w którym sam zagrał wszystkie role. W 2020 roku w Teatrze Powszechnym zrealizował również spektakl na podstawie Biegunów Olgi Tokarczuk. Na scenie Teatru Narodowego przygotował inscenizację powieści noblistki – Księgi Jakubowe.
W Teatrze Komedia z sukcesem zrealizował dwie komedie – Zemstę Aleksandra Fredry i Sen nocy letniej Williama Shakespeare’a. Do komediowych sytuacji reżyser włączył także motywy postulaty na temat zasadności prawa.

## Wybrane realizacje teatralne
- Do you Miss America? – Eric Bogosian – Teatr Studio Buffo, Warszawa, 1996
- The Water Hen (Kurka wodna) – S.I. Witkiewicz – Swarthmore College, USA 1999
- Bones in Whispers – T.S. Eliot – Collective Unconscious New York, USA 2000
- HamletMaszyna – Heiner Müller – PWST, Kraków 2003
- Szalona lokomotywa – S.I. Witkiewicz – (z Janem Peszkiem) – Nowy Teatr, Słupsk 2004
- Korek - (z Anne-Laure Liegeois) – Jean Racine – Stary Teatr, Kraków 2004
- From Poland with love – Paweł Demirski – Teatr Wybrzeże, Gdańsk 2005
- Obrażanie widzów – Peter Handke – Fundacja Starego Teatru, Kraków 2005
- Wałęsa. Historia wesoła, a ogromnie przez to smutna - Paweł Demirski – Teatr Wybrzeże, Gdańsk 2005
- Ksiądz Marek – Juliusz Słowacki – re_wizje/romantyzm Stary Teatr, Kraków 2005
- Wesele – Stanisław Wyspiański – Teatr Stu, Kraków 2006
- Fedra – Jean Baptiste Racine – Stary Teatr, Kraków 2006
- Na Gorąco – Michał Zadara – Teatr Współczesny, Szczecin 2006
- Kartoteka – Tadeusz Różewicz – Teatr Współczesny, Wrocław 2006
- Odprawa Posłów Greckich – Jan Kochanowski – Stary Teatr, Kraków 2007
- Ozonkinder – Habermehl/Laucke/Buttner/Ender/Grazewicz/Jensch/Kann – Maxim Gorki Theater, Berlin 2007
- Chłopcy z Placu Broni – Ferenc Molnar – Teatr Narodowy, Warszawa 2007
- Księga Rodzaju 2 – Iwan Wyrypajew – Teatr Współczesny, Wrocław 2007
- Operetka – Witold Gombrowicz – Teatr Muzyczny „Capitol”, Wrocław 2007
- Wizyta Starszej Pani – Friedrich Durrenmatt – Teatr Współczesny, Szczecin 2008
- KAŻDY/A sztuka moralna – Michał Zadara – Teatr Studio, Warszawa 2008
- Gog i Magog: Kronika Chasydzka – Martin Buber – Teatr im. Norwida w Jeleniej Górze 2008
- Ifigenia: Nowa Tragedia (według wersji Racine’a) – Paweł Demirski i Michał Zadara – Stary Teatr, Kraków 2008
- Tykocin - Michał Zadara i Paweł Demirski – Teatr Narodowy HaBima, Tel Awiw 2008
- Kupiec Mikołaja Reja – Michał Zadara – Stary Teatr, Kraków 2009
- Nocleg w Apeninach – operetka Aleksandra Fredry, muzyka Jacek Budyń Szymkiewicz – Teatr Współczesny, Szczecin 2009
- Oresteia – opera Iannisa Xenakisa – Teatr Wielki - Opera Narodowa, Warszawa 2010
- La Liberta Chiama La Liberta – opera Eugeniusza Knapika – Opera Wrocławska, Wrocław 2010
- Anty-Edyp – Michał Zadara i Barbara Wysocka – Muzeum Sztuki Nowoczesnej w Warszawie i Teatr Polski w Warszawie 2010
- Wielki Gatsby – Francis Scott Fitzgerald – Teatr Polski Bydgoszcz, Bydgoszcz 2011
- Aktor – Cyprian Kamil Norwid – Teatr Narodowy, Warszawa 2012.
- Hotel Savoy – Joseph Roth – Teatr Nowy w Łodzi, Łódź 2012;
- Szalona Lokomotywa – S.I. Witkiewicz – Teatr Polski Bydgoszcz, Bydgoszcz 2013
- Chopin bez fortepianu – Barbara Wysocka, Michał Zadara – Teatr im. Juliusza Słowackiego, Kraków 2013
- Zbójcy – Friedrich Schiller – Teatr Narodowy w Warszawie 2014
- Dziady. Części I,II.IV, wiersz Upiór – Adam Mickiewicz – Teatr Polski Wrocław 2014
- Dziady. Część III – Adam Mickiewicz – Teatr Polski Wrocław 2015
- Fantazy – Juliusz Słowacki – Teatr Powszechny, Warszawa 2015
- Lilla Weneda – Juliusz Słowacki –Teatr Powszechny, Warszawa 2015
- Sprawiedliwość – CENTRALA – Teatr Powszechny, Warszawa 2017
- Cud albo Krakowiaki i Górale – Wojciech Bogusławski, Jan Stefani – Teatr Muzyczny, Gdynia 2018
- Sen srebrny Salomei – Juliusz Słowacki – STUDIO teatrgaleria, Warszawa 2018
- Zemsta Nietoperza – Johann Strauss – Teatr Narodowy, Warszawa 2019
- Women of Trachis – Sophocles – Swarthmore College 2020
- Fantazy – Juliusz Słowacki – słuchowisko, CENTRALA 2020
- Bieguni – Olga Tokarczuk – Teatr Powszechny 2021
- Odpowiedzialność – CENTRALA – Teatr Powszechny, Warszawa 2022[1]
- Księgi Jakubowe – Olga Tokarczuk –Teatr Powszechny 2022
- Oresteia – Ajschylos – Akademia Sztuk Teatralnych, Kraków 2023
- Cisza – CENTRALA –  Muzeum Powstania Warszawskiego 2023
- Przypadkowa śmierć Anarchisty (Anarchistki) – Dario Fo – Teatr Powszechny, Warszawa 2023
- Zemsta – Aleksander Fredro – Teatr Komedia, Warszawa 2024
- Sytuacja Graniczna – CENTRALA – Muzeum Sztuki Nowoczesnej, Warszawa 2024
- Smutna Rzeka – CENTRALA – Muzeum Sztuki Nowoczesnej, Warszawa 2024
- Sen nocy letniej – William Shakespeare – Teatr Komedia, Warszawa 2025

## Inne
- Marecki (2004) – film fabularny; w roli głównej Mariusz Zaniewski, w pozostałych rolach m.in.: Marta Eloy Cichocka, Jaś Kapela, Maciej „Kaczka” Zimowski, Sławomir Shuty, Barbara Wysocka.
- Talking in Europe (2006) – instalacja video prezentowana m.in. w Buda Arts Center Kortrijk i SommerSzene Salzburg.
- Film mit Schauspielern (2009) – film fabularny (17 minut); scenariusz: Anne Habermehl i Michał Zadara; występują: Mariusz Zaniewski, Krzysztof Boczkowski, Rafał Kronenberger.
- Filmy z epoki smogu (2019)

W 2019 roku Michał Zadara zrealizował cykl niezależnych krótkich metraży zatytułowany Filmy z epoki smogu, podejmujący temat codzienności w rzeczywistości kryzysu klimatycznego i społecznego. W skład serii wchodzą:
·       A ja lubię smog
·       Korek
·       Jedno ujęcie
·       Koniec świata
·       Sausages (Kiełbaski)
·       The Chairman (Dyrektor)
·       Cold Welded (Spawane na zimno)

## Nagrody
- 2004 – Pak Magnolia (nagroda fotografów) dla spektaklu HamletMaszyna Müllera na 39. Ogólnopolskim Przeglądzie Teatrów Małych Form „Kontrapunkt”.
- 2006 – Wyróżnienie za reżyserię Księdza Marka w 1. Ogólnopolskim Konkursie na Teatralną Inscenizację Dawnych Dzieł Literatury Europejskiej.
- 2007 – Paszport „Polityki” w kategorii Teatr – za imponującą aktywność twórczą i przywracanie wiary w teatr jako przestrzeń artystycznej wolności.
- 2007 – Zbiorowa nagroda aktorów spektaklu Wesele w reż. Zadary w Konkursie na Inscenizacje Utworów Wyspiańskiego w Krakowie.
- 2007 – Wyróżnienie dla Kartoteki w reż. Zadary na Przeglądzie Dramatu Współczesnego „Rewizje.pl” w Zielonej Górze.
- 2007 – Wyróżnienie za zamysł inscenizacyjny Odprawy posłów greckich na 32. Opolskich Konfrontacjach Teatralnych „Klasyka polska”.
- 2008 – Grand Prix oraz Nagroda Młodych (Kurtyna) dla Ifigenii nowej tragedii na 7. Festiwalu Prapremier w Bydgoszczy.
- 2009 – Nagroda Złamany Szlaban dla Ifigenii na 20. Międzynarodowym Festiwalu Teatralnym „Bez Granic” w Cieszynie.
- 2012 – Wyróżnienie honorowe na Festiwalu Prapremier dla Awantury warszawskiej z Muzeum Powstania Warszawskiego.
- 2013 – Tytuł Najważniejszego Wydarzenia Kulturalnego w plebiscycie „Energia Kultury” w Łodzi dla Hotelu Savoy.
- 2013 – Nagroda im. Cypriana Kamila Norwida za reżyserię Aktorów Norwida w Teatrze Narodowym.
- 2014 – Grand Prix 13. Festiwalu Prapremier w Bydgoszczy dla spektaklu Chopin bez fortepianu.
- 2014 – Grand Prix i Nagroda Promocyjna im. K. Krzanowskiego na 49. Kontrapunkcie w Szczecinie dla Chopina bez fortepianu.
- 2014 – Nagroda za Osobowość Artystyczną na 53. Rzeszowskich Spotkaniach Teatralnych za Chopina bez fortepianu.
- 2014 – Nagroda im. Konrada Swinarskiego za reżyserię Zbójców Friedricha Schillera w Teatrze Narodowym.
- 2014 – Srebrny Krzyż Zasługi od Prezydenta RP za działania związane z upamiętnieniem Powstania Warszawskiego.
- 2014 – Spektakl Princip (Ten grób mi jest za mały) w wiedeńskim Schauspielhaus zdobył nagrody za najlepszą reżyserię, scenografię i dramat na Festiwalu STERIJINO POZORJE w Nowym Sadzie.
- 2015 – Doroczna Nagroda Ministra Kultury i Dziedzictwa Narodowego za reżyserię Dziadów (części I, II, IV oraz wiersz Upiór) w Teatrze Polskim we Wrocławiu.
- 2015 – Nagroda główna im. Wojciecha Bogusławskiego w konkursie „Klasyka Żywa” za pełną realizację DziadówAdama Mickiewicza.
- 2019 – Nagroda Główna Jury 54. Przeglądu Teatru Małych Form „Kontrapunkt” za Sen srebrny Salomei – za wnikliwą i atrakcyjną inscenizację romantycznych dramatów[19].